# Rote Kirche (Brünn)

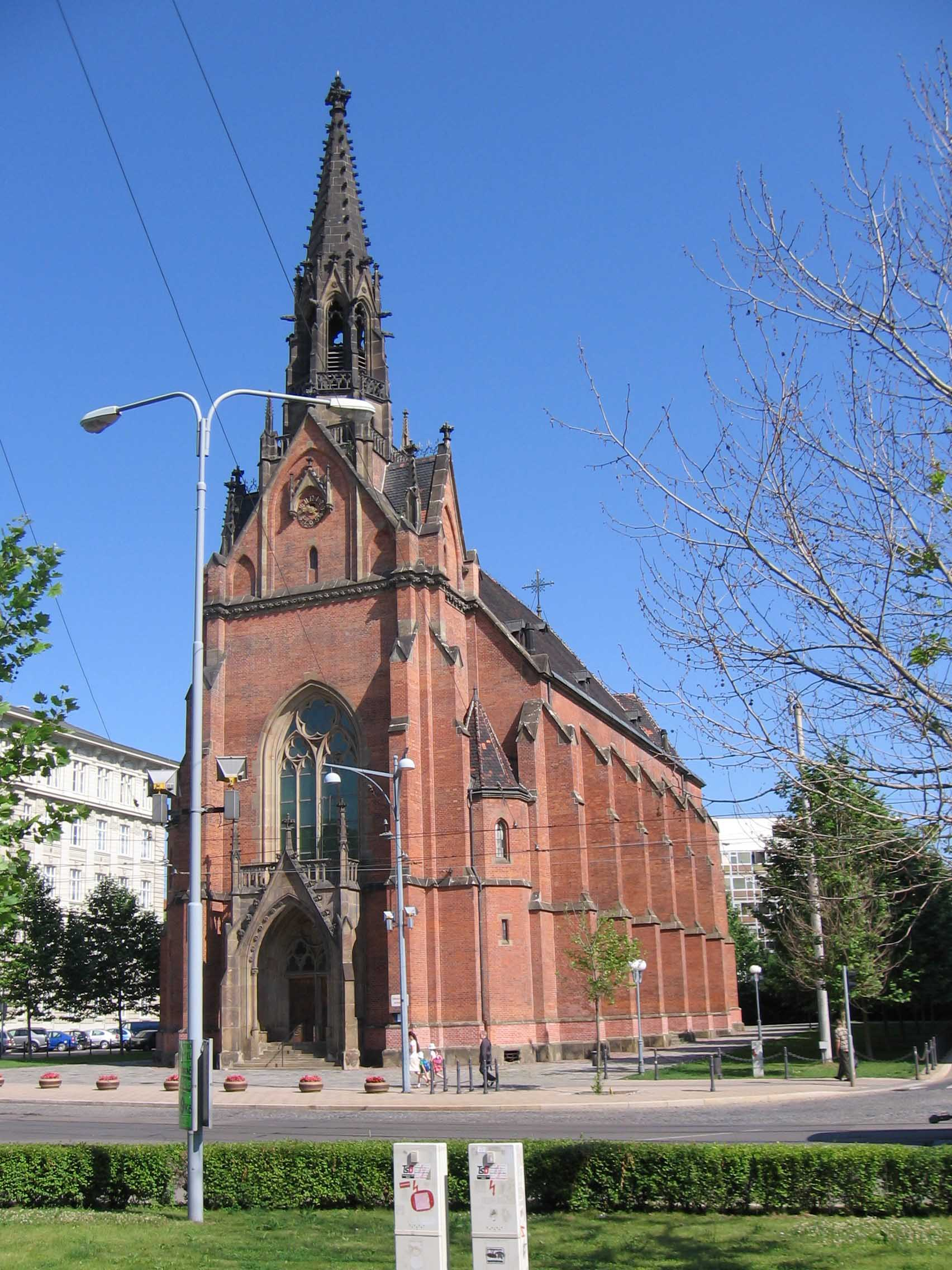
Rote Kirche in Brünn

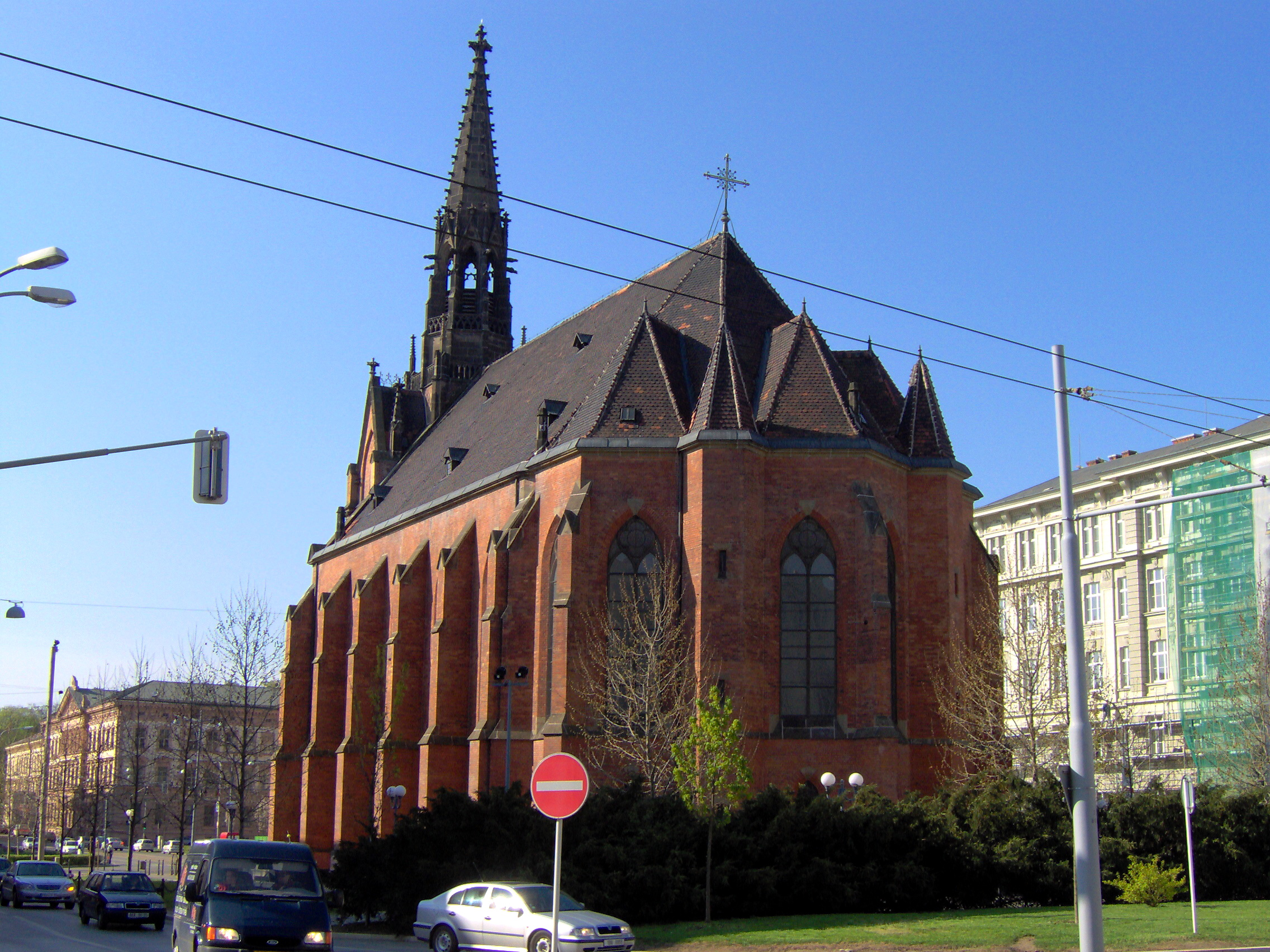
Choransicht der Roten Kirche

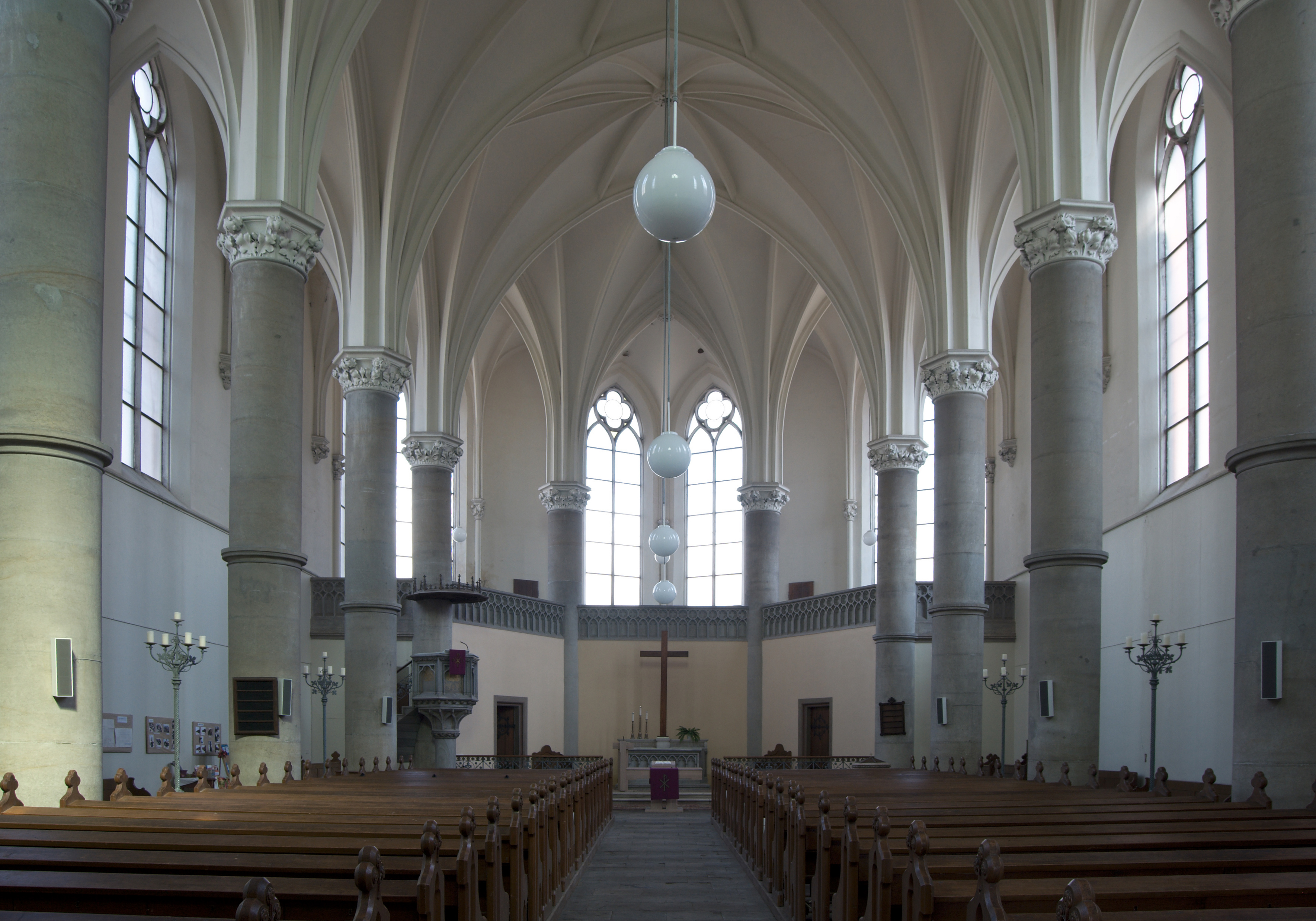
Hallenraum der Roten Kirche

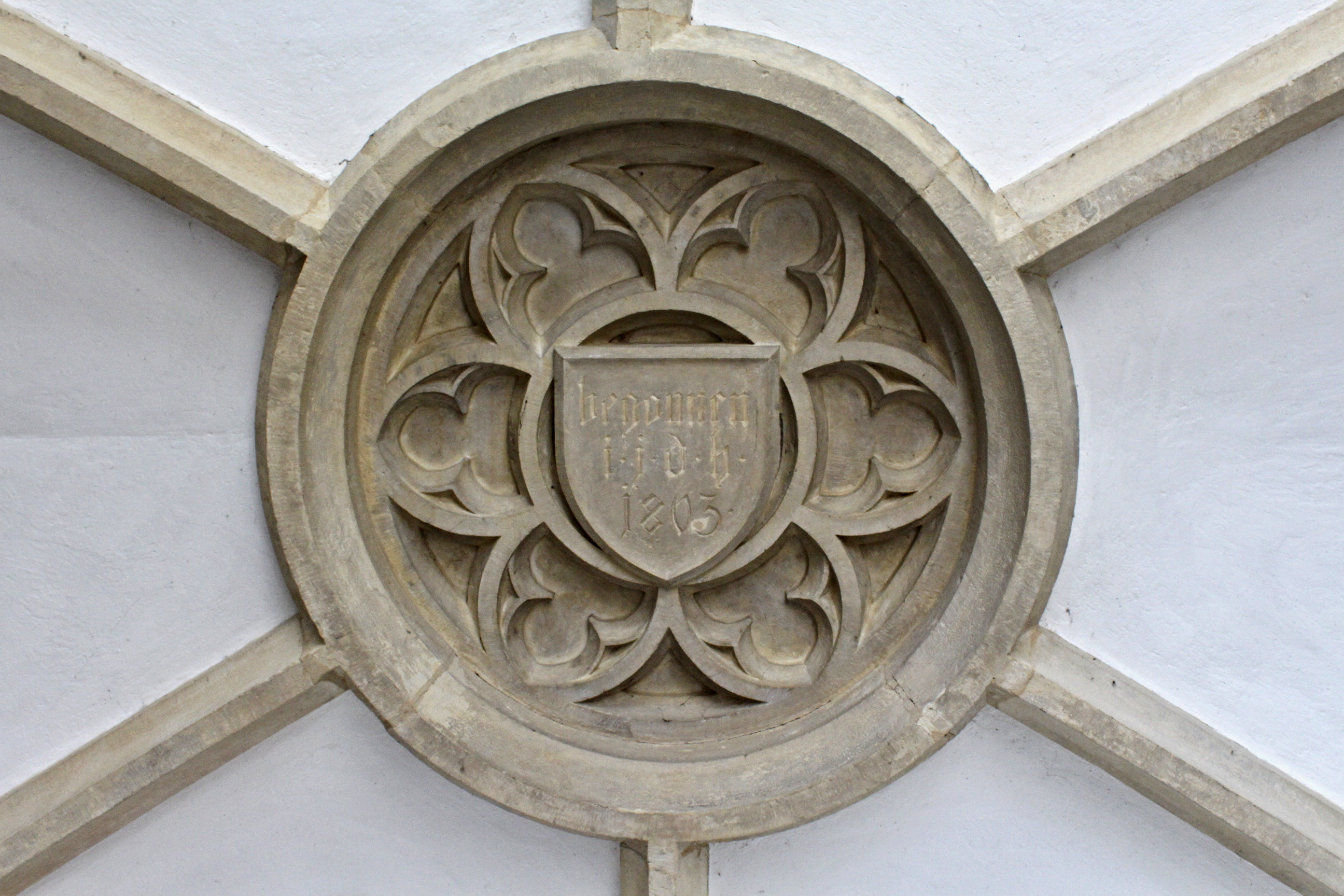
Schlussstein mit Datum des Baubeginns 1863

Die Rote Kirche ist eine protestantische Kirche in Brünn in Tschechien. Sie wurde im norddeutschen neugotischen Baustil erbaut.

## Geschichte
Die zur Superintendentur A. B. Mähren und Schlesien gehörenden Brünner Lutheraner beschlossen in den 1860er Jahren den Bau der neuen Kirche. Den dazu ausgerufenen Architektenwettbewerb gewann Heinrich von Ferstel. Im Jahre 1863 wurde der Grundstein gelegt. Die Kirche wurde Christuskirche benannt und im Jahr 1867 feierlich eingeweiht.
Die Kirche wurde ab 1878 nur noch von den deutschen Protestanten in Brünn benutzt, da die tschechischen Protestanten ihre eigene Kirche erbaut hatten. Bis 1945 wurde die Rote Kirche von der Deutschen Evangelischen Kirche genutzt. Nach der Beendigung des Zweiten Weltkrieges kam die Kirche an die Evangelische Kirche der Böhmischen Brüder und wurde in „Jan-Ámos-Komenský-Kirche“ (tschechisch: Českobratrský evangelický chrám Jana Amose Komenského) umbenannt, die volkstümliche Bezeichnung „Červený kostel“ (deutsch Rote Kirche) blieb jedoch erhalten.

## Architektur
Die Rote Kirche wurde als städtebaulich markanter Zielpunkt der heutigen Husova-Straße angelegt. Parallel zum Bau der Votivkirche Wien wurde sie in deutlicher formaler Anlehnung an die im Zeitalter der Reformation entstandene, später von Ferstel restaurierte spätgotische St.-Jakobs-Kirche in Brünn als neugotische Hallenkirche mit einem polygonal gebrochenen Hallenumgangschor entworfen, in den hinein die Sakristei gebaut ist. Als Backsteinbau folgt sie dem von Friedrich von Schmidt entwickelten Kirchenbaustil. Den Außenbau beherrscht ein viergiebliger, kaum über das Kirchendach herausragender Westbau, bekrönt von einem oktogonalen steinernen Dachreiter. In das vierbahnige Maßwerkfenster hinein ist der Portalvorbau gesetzt.
Im Innern tragen Rundpfeiler mit spätgotischen Blattkapitellen Kreuzrippengewölbe, die im Mittelschiff um Scherenrippen bereichert, in den schmalen Seitenschiffen als Rippendreistrahle ausgeführt sind. Die Kirche hat weitgehend ihre bauzeitliche Ausstattung bewahrt.